# Vàng trắng

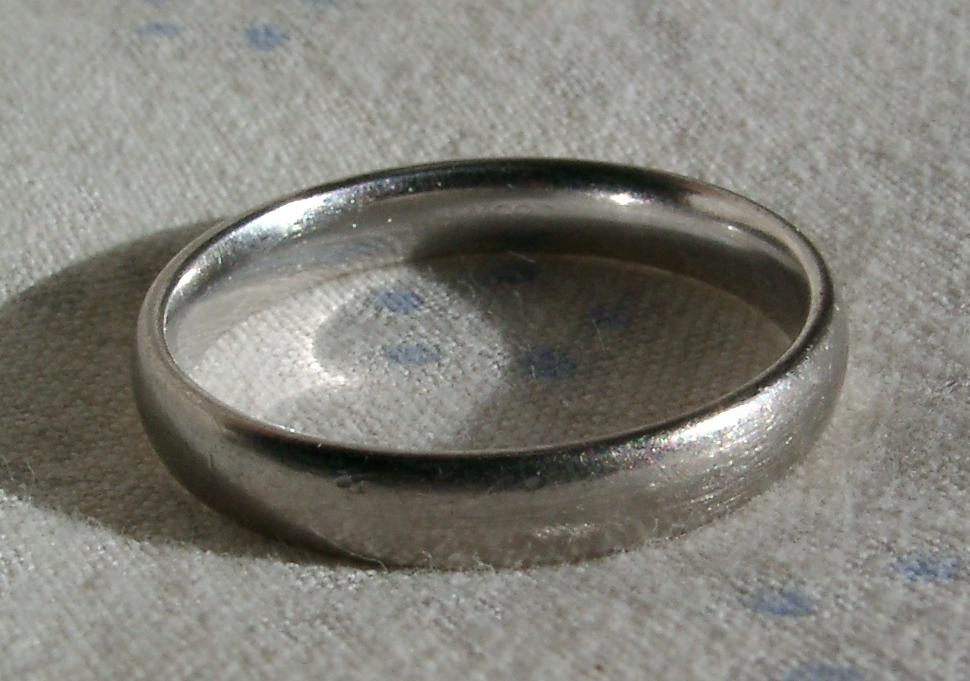
Nhẫn cưới bằng vàng trắng, phủ lớp rhodi.

Vàng trắng (không nhầm lẫn với bạch kim) là một hợp kim của vàng với ít nhất một kim loại trắng khác (như paladi, nickel hay bạc...). Cũng giống như vàng, độ tinh khiết của vàng trắng được tính bằng kara. Các thành phần phụ này đều có màu trắng sáng như platin (tên thường gọi bạch kim), nên khi hòa trộn sẽ làm nhạt màu của vàng, tạo ra hợp kim có màu trắng sáng.
Thuật ngữ "vàng trắng" được sử dụng với ý nghĩa không cụ thể trong ngành công nghiệp trang sức để mô tả các hợp kim vàng có màu trắng. Từ "trắng" bao gồm một loạt các màu được viền hoặc chồng lên nhau như màu vàng nhạt, nâu nhạt và thậm chí cả màu hồng rất nhạt. Ngành công nghiệp trang sức thường che giấu những màu trắng nhạt này bằng cách mạ rhodi và do đó, có một quan niệm sai lầm phổ biến rằng màu của lớp mạ rhodium được thấy trên nhiều sản phẩm thương mại là màu của vàng trắng.
Đặc tính của vàng trắng phụ thuộc vào các kim loại được đưa vào và tỷ lệ % của chúng. Kết quả là hợp kim vàng trắng có thể sử dụng cho nhiều mục đích khác nhau; hợp kim của vàng với nickel sẽ cứng và bền, thích hợp cho chế tác nhẫn, các chốt,… hợp kim vàng - paladi rất mềm, dễ uốn, thích hợp với trang sức đính đá quý, đôi khi vàng cũng được kết hợp với các kim loại khác như đồng, bạc, bạch kim nhằm tăng khối lượng và độ bền, mặc dù cách này đòi hỏi thợ kim hoàn có kinh nghiệm.
Một công thức vàng trắng phổ biến bao gồm 90% khối lượng vàng nguyên chất, 10% còn lại là nickel. Đồng có thể được cho thêm vào nhằm tăng độ dẻo. Độ cứng của hợp kim vàng – nickel – đồng có được là do cấu tạo bởi các liên kết giữa vàng-đồng và nickel-đồng, cách cấu tạo này tạo nên độ cứng cho hợp kim. Các công thức vàng trắng thường được sử dụng trong công nghiệp trang sức là vàng-paladi-bạc, vàng-nickel-đồng-kẽm. Paladi và nickel là nhân tố chính tạo nên màu trắng sáng cho sản phẩm. Kẽm là nhân tố thứ hai với vai trò làm giảm màu sắc của đồng trong vàng trắng.
Nickel được sử dụng trong một số hợp kim vàng trắng có thể gây ra dị ứng da khi đeo trong thời gian dài (đặc biệt là trên một số vỏ đồng hồ đeo tay). Phản ứng điển hình là phát ban da nhẹ do viêm da nickel, xảy ra ở khoảng 1/8 người; do đó, nhiều quốc gia không sử dụng nickel trong công thức vàng trắng của họ.
Ngay cả vàng kim loại cũng hiếm khi nguyên chất, ngay cả trước khi một kim loại khác được thêm vào để tạo ra hợp kim vàng trắng, vàng thường chứa hợp kim thủy ngân từ quá trình sản xuất nó; thủy ngân cũng có thể gây ra phản ứng dị ứng.